# Ярославский бройлер
ОАО «Ярославский бройлер» — птицефабрика в Ярославской области, единственное специализированное предприятие по производству и переработке мяса цыплят-бройлеров в регионе. Находится в посёлке Октябрьский в 16 км от города Рыбинска и 68 км от областного центра города Ярославля.  
Предприятие имеет отраслевые награды и награды выставок.

## История
Строительство бройлерной птицефабрики началось в 1977 году, а первая продукция была получена в 1982 году. Прежние названия — птицефабрика «Ярославская» и совхоз «Октябрьский».
В 2001 году объем производства составил 7,3 тыс. тонн курятины при проектной мощности 8 тыс. тонн. 
В 2007 году в состав «Ярославского бройлера» вошел комплекс КРС бывшего ЗАО «Юниор», став отделением по производству молока и растениеводству.
11 мая 2011 года, при участии губернатора Ярославской области Сергея Вахрукова, был торжественно открыт новый цех по убою и переработке птицы стоимостью 565 млн руб. 
6 июля 2017 года открыты фирменный супермаркет и кафе-столовая.
22 декабря 2021 года был запущен комбикормовый завод стоимостью 2,3 млрд. рублей и мощностью 288 тыс. тонн кормов в год.
В 2021 году «Ярославский бройлер» вошел в топ-25 российских производителей мяса бройлеров, заняв 18-е место. 

## Производство
Основной деятельностью компании является производство курятины (мяса цыплят-бройлеров). «Ярославский бройлер» реализует замкнутый цикл производства: кормопроизводство, цех родительского стада, цех инкубации, система содержания цыплят-бройлеров (цех выращивания), цех убоя и переработки мяса птицы, логистика. Имеется собственная сеть фирменных магазинов, автопарк и оптовые склады. 
В 2020 году «Ярославский бройлер» произвел 61,3 тыс. тонн мяса птицы, что составило 89% от общего объема производства мяса птицы в Ярославской области.
| Год                           | 2001 | 2010 | 2020 | 2021 | 2022 |
| ----------------------------- | ---- | ---- | ---- | ---- | ---- |
| Объем производства, тыс. тонн | 7,3  | 30   | 61,3 | 60   | 60   |

Помимо основной деятельности, компания занимается растениеводством и молочным животноводством. Планируется выращивание форели и клариевого сома .
По состоянию на 2022 год на предприятии работает более 2000 человек.

## Продукция
«Ярославский бройлер» производит широкий ассортимент продукции:
- тушки цыплят-бройлеров, части цыпленка (филе, окорочок, бедро, голень и т. д.), субпродукты;
- полуфабрикаты: фарши, котлеты из натурального и рубленого мяса, наггетсы;
- продукция для гриля и запекания, колбаски для жарки, шашлык;
- готовая продукция: куры-гриль, колбасы, деликатесы, копченая продукция, готовые супы с мясом птицы;
- яйца куриные «Живое яйцо».

Продукция реализуется через сеть фирменных магазинов «Ярославский бройлер» и поставляется в основные российские торговые сети. 
На трассе Р151 Рыбинск-Ярославль в районе посёлка Октябрьский расположены фирменный супермаркет и бренд-кафе «Ярославский бройлер».
Действует интернет-магазин «Ярославский бройлер» с доставкой по Ярославлю, Рыбинску, Тутаеву и прилегающим районам.